# بلنسية (فرنسا)

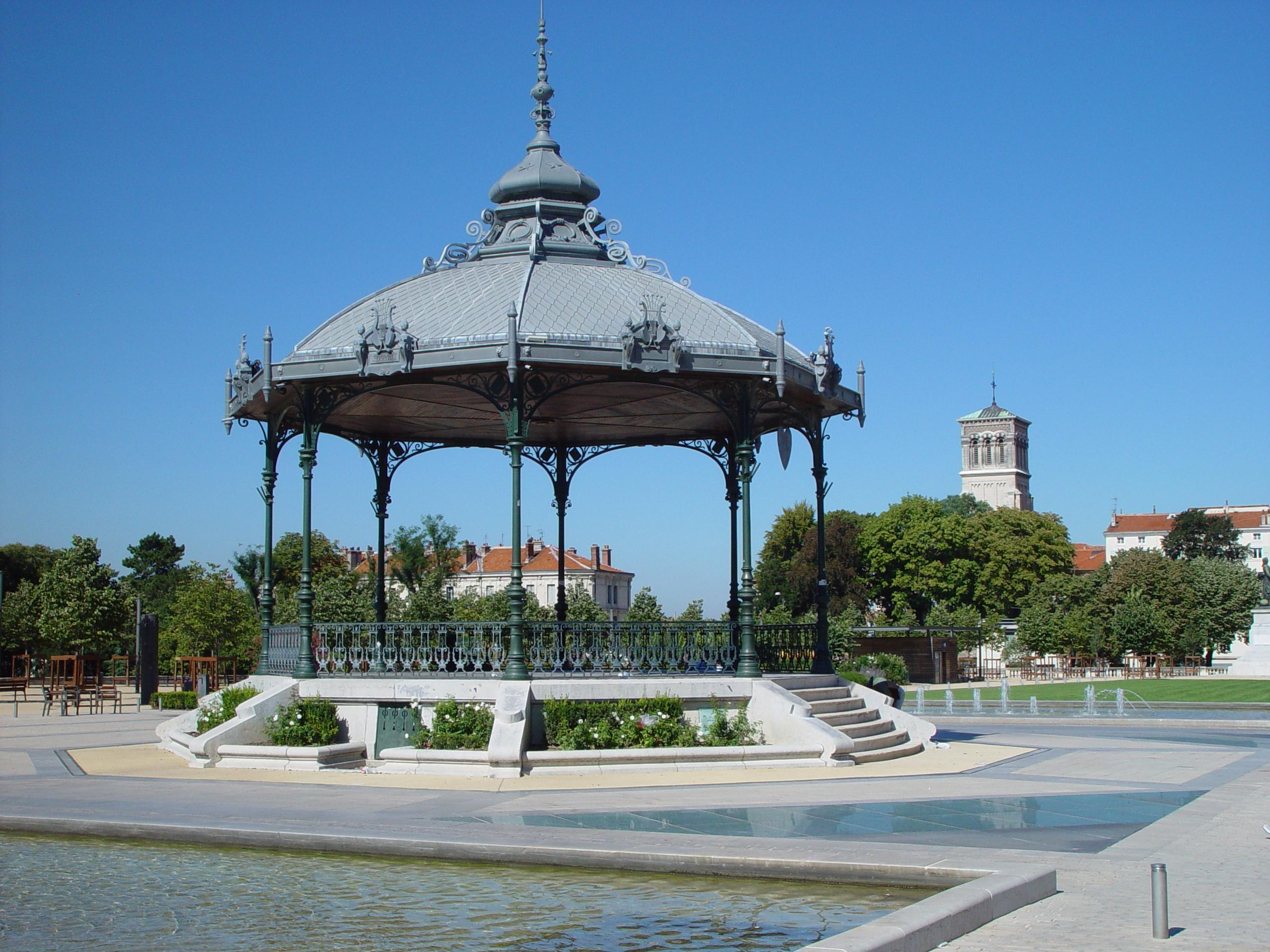
مشهد للبلدية

بلنسية أو فَلَنْس أو فالانس (Valence) بلدية فرنسية تقع في إقليم في منطقة دروم جنوب شرق فرنسة.

## المناخ
يظهر الجدول التالي التغييرات المناخية على مدار السنة لبلنسية:
| البيانات المناخية لـبلنسية         | البيانات المناخية لـبلنسية | البيانات المناخية لـبلنسية | البيانات المناخية لـبلنسية | البيانات المناخية لـبلنسية | البيانات المناخية لـبلنسية | البيانات المناخية لـبلنسية | البيانات المناخية لـبلنسية | البيانات المناخية لـبلنسية | البيانات المناخية لـبلنسية | البيانات المناخية لـبلنسية | البيانات المناخية لـبلنسية | البيانات المناخية لـبلنسية | البيانات المناخية لـبلنسية |
| الشهر                              | يناير                      | فبراير                     | مارس                       | أبريل                      | مايو                       | يونيو                      | يوليو                      | أغسطس                      | سبتمبر                     | أكتوبر                     | نوفمبر                     | ديسمبر                     | المعدل السنوي              |
| ---------------------------------- | -------------------------- | -------------------------- | -------------------------- | -------------------------- | -------------------------- | -------------------------- | -------------------------- | -------------------------- | -------------------------- | -------------------------- | -------------------------- | -------------------------- | -------------------------- |
| الدرجة القصوى °م (°ف)              | 19.2 (66.6)                | 20.6 (69.1)                | 26.0 (78.8)                | 29.7 (85.5)                | 32.6 (90.7)                | 37.3 (99.1)                | 38.0 (100.4)               | 40.5 (104.9)               | 34.4 (93.9)                | 28.2 (82.8)                | 26.2 (79.2)                | 20.3 (68.5)                | 40.5 (104.9)               |
| متوسط درجة الحرارة الكبرى °م (°ف)  | 6.9 (44.4)                 | 8.9 (48.0)                 | 13.3 (55.9)                | 16.6 (61.9)                | 21.2 (70.2)                | 25.1 (77.2)                | 28.4 (83.1)                | 27.8 (82.0)                | 23.1 (73.6)                | 17.8 (64.0)                | 11.2 (52.2)                | 7.4 (45.3)                 | 17.4 (63.3)                |
| المتوسط اليومي °م (°ف)             | 3.9 (39.0)                 | 5.2 (41.4)                 | 8.7 (47.7)                 | 11.6 (52.9)                | 15.9 (60.6)                | 19.4 (66.9)                | 22.2 (72.0)                | 21.6 (70.9)                | 17.7 (63.9)                | 13.5 (56.3)                | 7.9 (46.2)                 | 4.6 (40.3)                 | 12.7 (54.9)                |
| متوسط درجة الحرارة الصغرى °م (°ف)  | 0.8 (33.4)                 | 1.5 (34.7)                 | 4.0 (39.2)                 | 6.5 (43.7)                 | 10.5 (50.9)                | 13.7 (56.7)                | 15.9 (60.6)                | 15.4 (59.7)                | 12.3 (54.1)                | 9.3 (48.7)                 | 4.6 (40.3)                 | 1.9 (35.4)                 | 8.1 (46.6)                 |
| أدنى درجة حرارة °م (°ف)            | −20.6 (−5.1)               | −10.6 (12.9)               | −10.1 (13.8)               | −2.0 (28.4)                | 0.8 (33.4)                 | 4.0 (39.2)                 | 8.5 (47.3)                 | 6.4 (43.5)                 | 2.4 (36.3)                 | −3.6 (25.5)                | −7.1 (19.2)                | −13.3 (8.1)                | −20.6 (−5.1)               |
| الهطول مم (إنش)                    | 52.0 (2.05)                | 42.4 (1.67)                | 51.6 (2.03)                | 83.3 (3.28)                | 88.7 (3.49)                | 58.5 (2.30)                | 51.1 (2.01)                | 65.3 (2.57)                | 110.4 (4.35)               | 115.4 (4.54)               | 90.4 (3.56)                | 58.7 (2.31)                | 867.8 (34.17)              |
| متوسط أيام هطول الأمطار (≥ 1.0 mm) | 7.6                        | 7.0                        | 7.4                        | 8.9                        | 9.6                        | 6.6                        | 5.3                        | 6.1                        | 6.7                        | 8.9                        | 8.1                        | 8.1                        | 90.4                       |
| المصدر: Meteo France               |                            |                            |                            |                            |                            |                            |                            |                            |                            |                            |                            |                            |                            |

## توأمة
لبلنسية اتفاقيات توأمة مع كل من:
- أستي
- Clacton-on-Sea [الإنجليزية]‏
- غديرا
- البترون
- إربة [الإنجليزية]‏
- بيبراخ آن در ريس
- ايجوان

## أعلام
- إدريس سعدي
- سيباستيان شابال
- فرانك جوريتي
- شارلي موتيت
- بيوس السادس
- بول ريكور